# SN 1999dx
SN 1999dx – supernowa typu Ia odkryta 12 września 1999 roku w galaktyce A013359+0004. Jej maksymalna jasność wynosiła 21,82m.